# Dejr es-Selvít
Dejr es-Selvít (arabul دير الشلويط – Dayr aš-Šalwīṭ) görög-római kori Ízisz-templom a luxori nyugati parton, Malkatától 1 km-re, Medinet Habutól közel 4 kilométerre délre. Angol nyelvű forrásokban Deir el-Shelwit néven található meg, francia neve Deir Chelouit.
A templomból napjainkra az aprócska főépülete maradt meg, és a propilon maradványai; valamint a széles nyerstégla kerítésfal alapja, és a templom kútja. A templomkörzet 74×51 méteren terül el, a főépület lényegesen kisebb, 13×16 méter alapterületű. Bejárata kelet felé néz. Kívülről kevés díszítés látható rajta, belül azonban szép állapotban fennmaradtak a domborművei. A szentélyt folyosó veszi körül, erről nyílnak az oldalkápolnák, a wabet (a "megtisztulás helye"), és innen nyílik a tetőre vezető lépcső is. A templom külsején a déli oldalon régebbi épületekből származó kőtömbök láthatók beépítve, melyek a rajtuk lévő domborművek alapján főként Medinet Habuból származhatnak.
A propilon a templomtól 60 méterre keletre magasodik, minden oldalán gazdagon díszített.

## Története
Az Ízisz-templomot a propilonon található feliratok tanúsága szerint az i. sz. 1. században kezdték építeni. A helyszínen korábbi épület nem ismert, bár létezik olyan vélemény is, hogy a templomot még II. Nektanebo idején kezdték építeni, és a római korban csak végső formáját nyerte el.

## Feltárása
A templomot először Karl Richard Lepsius vizsgálta a 19. század közepén, de erről nem készült részletes beszámoló. A Christine Zivie vezette francia misszió a propilon feliratait kutatta. E munka publikációja 1992-ben jelent meg. 1971 és 1979 között a japán Vaszeda Tudományegyetem kutatócsoportja dolgozott a terepen. Munkájuk során megtisztították a kerítésfalat, és az általa határolt területet a törmeléktől, és feltárták a templom kútját, amit az évezredek során szinte teljesen feltöltöttek cseréphulladékkal. A kútban harminckét réteget különböztettek meg, mintegy négy méteres mélységig jutva, ahonnan a talajvíz miatt már nem tudták folytatni a kutatást. A kútban talált leletek azt mutatták, hogy a kutat (és a templomot) már a kopt időkben elhagyták, és szemétlerakónak használták.

## A templom dekorációja

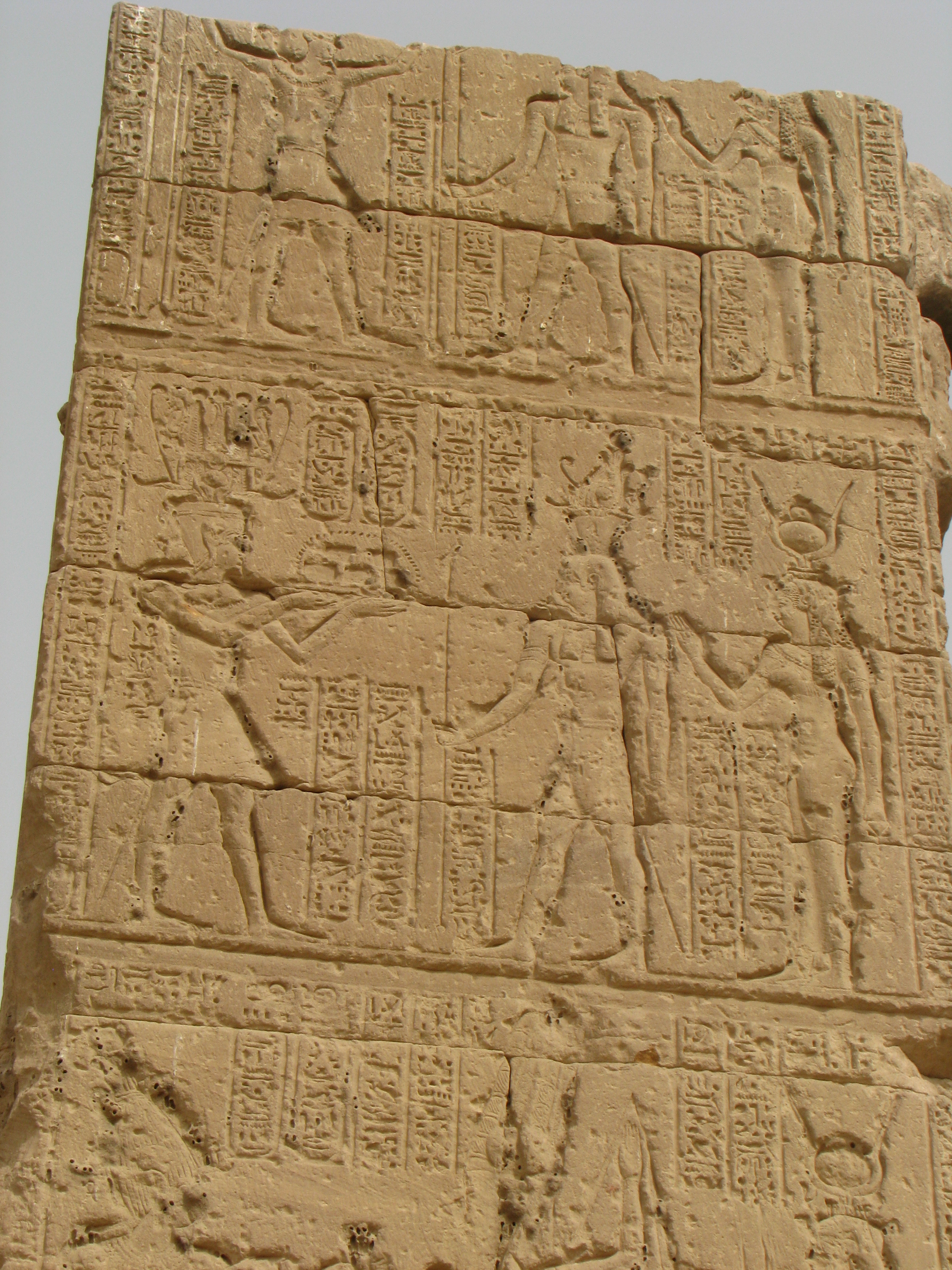
A propilon domborművei

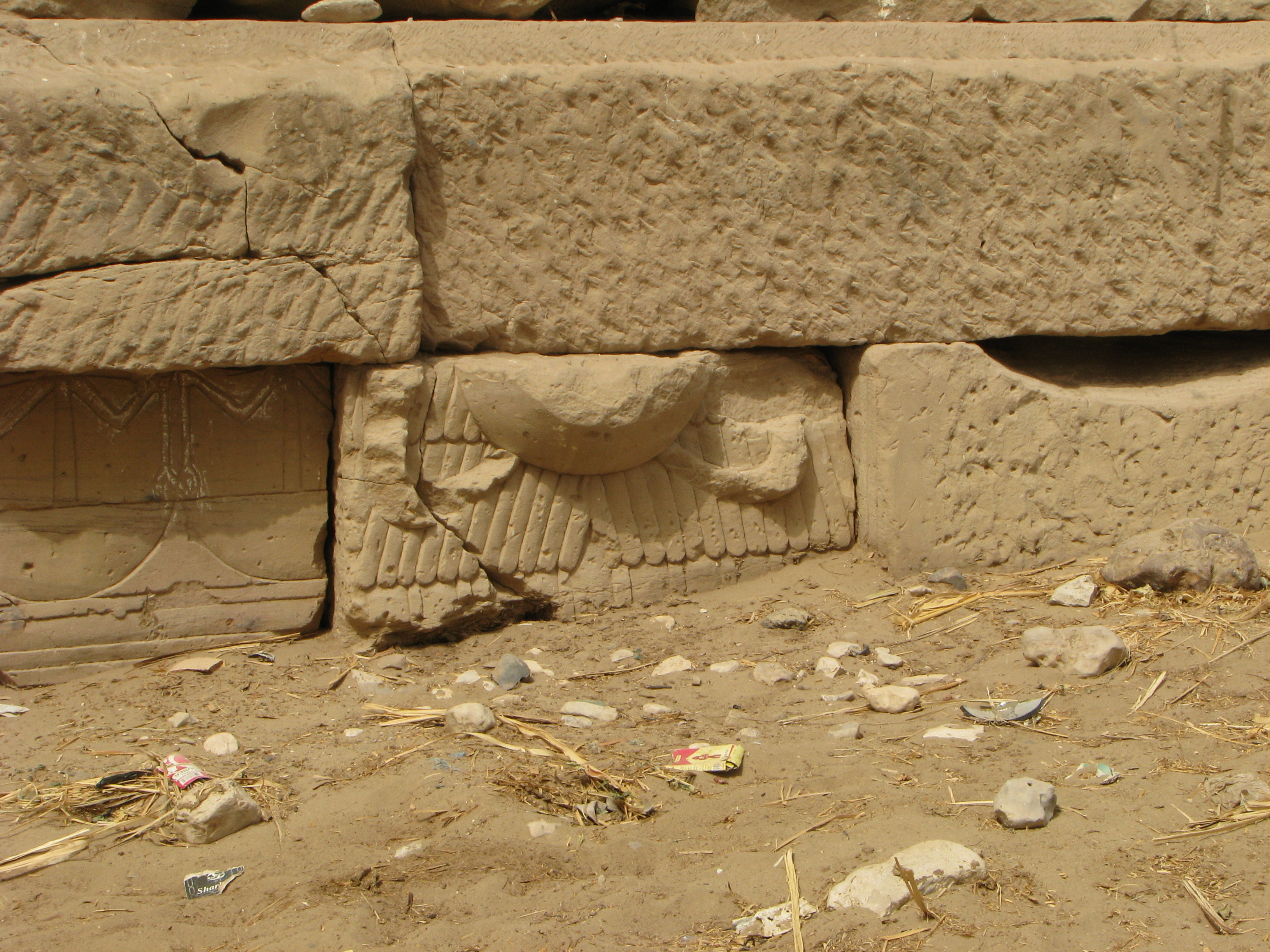
Újrafelhasznált kövek a déli falban

A templom domborművei a görög-római korból származnak, és a Denderában vagy Philae-n látható ábrázolások köszönnek vissza. A pilon és a templom falain Hadrianus, Antoninus Pius, Galba, Otho, Vespasianus, illetve Julius Caesar kártusa látható. A templom külsejébe épített, újrafelhasznált tömbökön stílusuk alapján az újbirodalom idejére datálható domborművek bukkannak elő.

## Jelentősége
Dejr es-Selvít Ízisz-temploma a thébai régészeti területen különleges helyet tölt be, mivel ezen a területen ritka a görög-római korból származó vallási épület, és ez az egyetlen, amely nem a thébai háromsághoz, hanem Íziszhez kapcsolódik.

## Külső hivatkozások
- TourEgypt fórumon olvasható beszámoló a templommal kapcsolatban (angolul)
- Kép a Chicagoi Egyetem Thebes Photographic Project gyűjteményéből (angolul)